# Philip Dunne

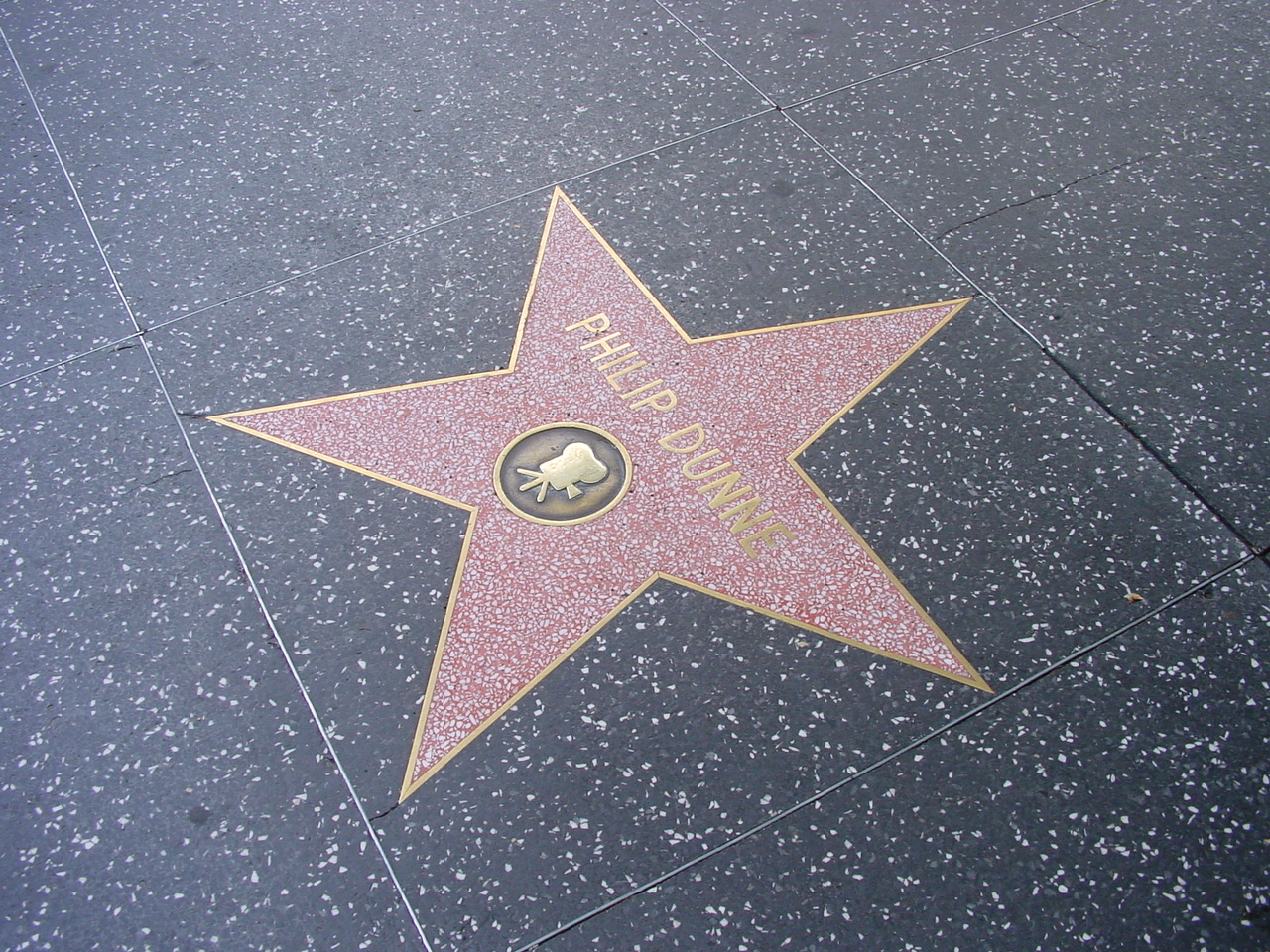
Ster voor Dunne op de Hollywood Walk of Fame

Philip Ives Dunne (New York, 11 februari 1908 – Malibu, 2 juni 1992) was een Amerikaans regisseur, producent en scenarioschrijver.
De regisseurscarrière van Dunne liep van 1932 tot 1965. Hij was ook tekstschrijver voor presidentskandidaat John F. Kennedy. In 1961 regisseerde Dunne Wild in the Country met Elvis Presley in de hoofdrol. Met zijn  dramafilm Ten North Frederick won hij in 1958 het Gouden Zeil op het filmfestival van Locarno.
Dunne stierf in 1992 op 84-jarige leeftijd aan de gevolgen van kanker.

## Filmografie
- 1955: Prince of Players
- 1955: The View from Pompey's Head
- 1956: Hilda Crane
- 1958: In Love and War
- 1958: Ten North Frederick
- 1959: Blue Denim
- 1961: Wild in the Country
- 1962: Lisa
- 1965: Blindfold